# Genève Natation 1885

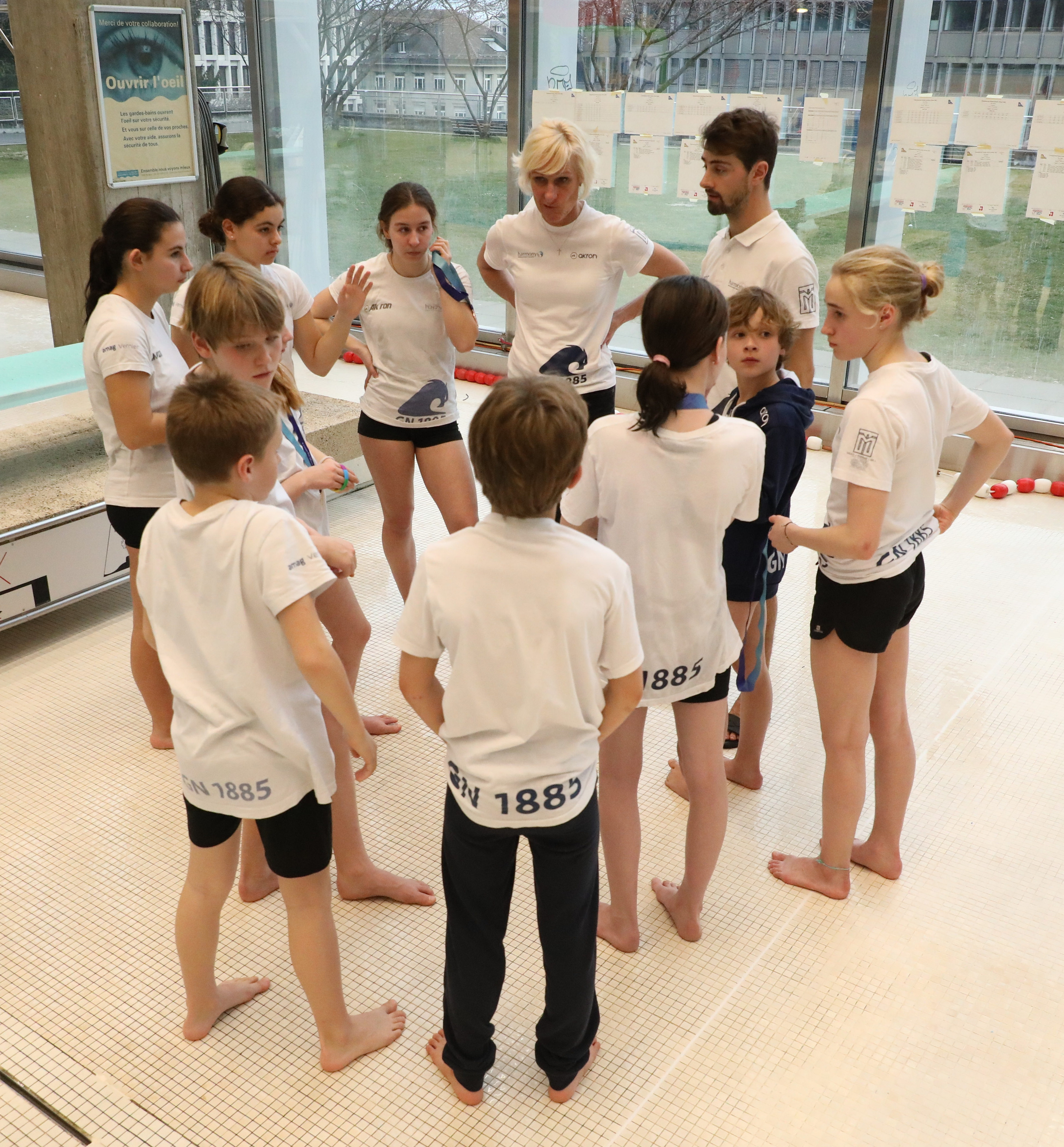
Club Genève Natation 1885

La Genève Natation 1885, nota anche come GN 1885, è una società polisportiva specializzata negli sport acquatici con sede a Ginevra in Svizzera. È composta dalle sezioni di nuoto, nuoto sincronizzato, tuffi e pallanuoto. La sezione di pallanuoto maschile vanta 14 titoli nazionali.

## Storia
Il club fu fondato nel 1885. Nel 1928/29 conquistò il primo titolo nazionale di pallanuoto..
La squadra maschile di pallanuoto ha vinto 14 edizioni del Campionato svizzero, negli anni 1928, 1932, 1933, 1934, 1935, 1938, 1941, 1942, 1947, 1966, 1967, 1968, 1969, 1974. Sino al 1966 al Bains des Pâquis, successivamente si è spostato alla Piscine municipale des Vernets.
Il club dal 2000 ha fondato la squadra femminile di pallanuoto cui è stato attribuito il nome Sirènes.

### Cronologia denominazioni
- 1885-1910: Stade Helvetique
- 1910-1938: Cercle des Nageurs
- 1938-1947: Club des Nageurs de Genève (a seguito di fusione col Club Genèvois de Natation)
- 1947-1966: Polo-Club-Genève
- 1966-oggi: Genève Natation

## Organizzazione
La struttura attuale della società è la seguente:
- Scuola di nuoto (bambini e adulti);
- Nuoto sportivo;
- Nuoto sincronizzato;
- Tuffi;
- Pallanuoto.